# Kwadrantkruispunt

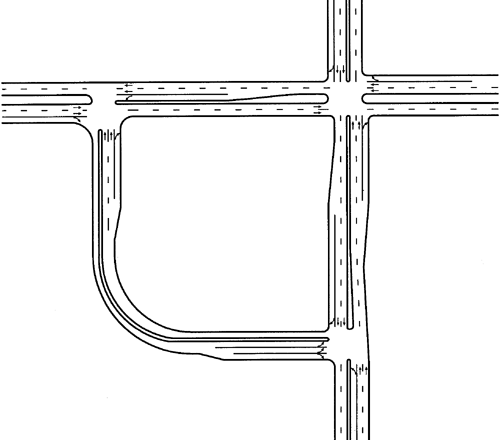
Kwadrantkruispunt

Een kwadrantkruispunt of kwadrantoplossing is een kruispunt, waarbij in een kwadrant van het kruispunt een derde verbindingsweg is aangelegd die met T-splitsingen op de twee hoofdwegen aansluit. Hierdoor worden alle linksafslaande bewegingen buiten het hoofdkruispunt uitgevoerd. Dit is voordelig voor de verkeersveiligheid. Een nadeel van een kwadrantkruispunt is het ruimtebeslag.
Als het kruispunt wordt vervangen door een ongelijkvloerse kruising, dan wordt het complex een kwadrantaansluiting genoemd. Deze aansluitingen komen ook in Nederland voor. Voorbeelden zijn de kruising tussen de N201 en N205 bij Hoofddorp en aansluiting Helmond-Noord op de N279.
Bajonetkruispunt · Continuous-flow intersection · Driesprong (T-splitsing, Y-splitsing) · Hook turn · Jughandle · Kwadrantkruispunt · Michigan left · Superstreet · Viersprong